# HD 162020
HD 162020 är en ensam stjärna belägen i den södra delen av stjärnbilden Skorpionen. Den har en skenbar magnitud av ca 9,10 och kräver ett mindre teleskop för att kunna observeras. Baserat på parallax enligt Gaia Data Release 2 på ca 32,4 mas, beräknas den befinna sig på ett avstånd på ca 101 ljusår (ca 31 parsek) från solen. Den rör sig närmare solen med en heliocentrisk radialhastighet på ca -27 km/s och beräknas komma inom ett avstånd av 18 ljusår om 1,1 miljoner år.

## Egenskaper
HD 162020 är en orange till gul stjärna i huvudserien av spektralklass K3 V. Den har en massa som är ca 0,74 solmassor, en radie som är ca 0,73 solradier och har ca 0,26 gånger solens utstrålning av energi från dess fotosfär vid en effektiv temperatur av ca 4 800 K.
Åldersuppskattningen är dåligt avgränsad men den verkar ha en medelålder på några miljarder år. Stjärnans aktivitet tyder emellertid på nivån hos en yngre stjärna och stjärnans rotationshastighet kan ha ökats genom synkronisering med följeslagaren, vilket har resulterat i en högre än normal aktivitet för dess ålder. Röntgenstrålning har också upptäckts från stjärnan.

## Planetsystem
HD 162.020 b är en brun dvärg som följeslagare med ett massa av minst 15,0 jupitermassor. Den verkliga massan är obestämd eftersom banlutningen inte är känd. Denna exoplanet kretsar mycket nära stjärnan på ett avstånd av 0,075 AE och med en excentricitet på 0,277. Objektets avstånd från stjärnan varierar från 0,054 till 0,096 AE. Den har en extremt hög halv amplitud av 1 813 km/s. Upptäckten tillkännagavs i april 2000 av Geneva Extrasolar Planet Search Team.
Trots förekomsten av detta massiva objekt i en excentrisk bana runt stjärnan, visar datormodellering att det fortfarande är teoretiskt möjligt för en exoplanet av jordens storlek att inta en dynamiskt stabil bana inom den beboeliga zonen för stjärnan.